# Giannis Anestis
Giannis Anestis (Calcis, 9 de marzo de 1991) es un futbolista griego que juega de portero en el F. C. Botoșani de la Liga I.

## Trayectoria
Anestis comenzó su carrera deportiva en el Panionios de Atenas, donde demostró ser uno de los porteros con mayor proyección de Grecia.

### AEK Atenas
Debido a su gran potencial fue fichado por el AEK Atenas F. C. en enero de 2014, llegando al club en verano de ese mismo año. En su primera temporada en Grecia fue titular indiscutible con el AEK, siendo parte del regreso del club a la Superliga de Grecia, de la que había descendido. En la siguiente temporada, tras el fichaje de Alain Baroja, comenzó como portero suplente, hasta la lesión del portero venezolano, que le volvió a abrir las puertas de la portería del club griego.
En la temporada 2017-18 comenzó siendo el portero titular del AEK, tras la lesión de Vasilios Barkas, y se terminó haciendo con la titularidad después de realizar muy buenas actuaciones, entre ellas un recital de paradas ante el AC Milan en la Liga Europa de la UEFA 2017-18.

Además, sus buenas actuaciones le valieron para ser convocado con la selección griega para enfrentarse a la selección de fútbol de Chipre y a la selección de fútbol de Gibraltar.

## Clubes
| Club                | País    | Año       |
| ------------------- | ------- | --------- |
| Panionios de Atenas | Grecia  | 2011-2014 |
| AEK Atenas F. C.    | Grecia  | 2014-2018 |
| Hapoel Be'er Sheva  | Israel  | 2018      |
| IFK Göteborg        | Suecia  | 2019-2021 |
| Panetolikos         | Grecia  | 2022-2023 |
| Karmiotissa F. C.   | Chipre  | 2023-2024 |
| AEL Limassol        | Chipre  | 2024      |
| F. C. Botoșani      | Rumania | 2024-     |

## Palmarés

### Títulos nacionales
| Título              | Club         | País   | Año  |
| ------------------- | ------------ | ------ | ---- |
| Copa de Grecia      | AEK Atenas   | Grecia | 2016 |
| Superliga de Grecia | AEK Atenas   | Grecia | 2018 |
| Copa de Suecia      | IFK Göteborg | Suecia | 2020 |